# Lee Fierro
Lee Fierro (13 februari 1929 – 5 april 2020) was een Amerikaans actrice die vooral bekend werd door haar rol in de film Jaws van Steven Spielberg als mevr. Kintner.

## Biografie
Fierro was lange tijd woonachtig op het eiland Martha's Vineyard alwaar ze tussen 1974 en 2017 artistiek verantwoordelijke was voor een theateropleiding. In 2013 kreeg ze hiervoor de "Woman of the year"-award (Vrouw van het jaar-prijs) van Women Empowered to Make Healthy Choices.
Haar bekendste scene is deze in Jaws waar ze de politiechef sloeg.
Ze overleed in 2020 aan de gevolgen van Covid-19.

## Filmografie
- Jaws (1975)
- Jaws: The Revenge (1987)
- The Mistover Tale (2016)

Daarnaast was ze ook te zien in enkele documentaires over Jaws.
- E! True Hollywood Story -Jaws (2002), documentaire
- The Shark Is Still Working (2007), documentaire
- Jaws: The Inside Story (2010), documentaire
- Jaws: The 25th Anniversary Documentary (2017), documentaire reeks